# Rouilly-Saint-Loup
Rouilly-Saint-Loup település Franciaországban, Aube megyében. Lakosainak száma 536 fő (2022. január 1.). Rouilly-Saint-Loup Bréviandes, Montaulin, Ruvigny, Saint-Julien-les-Villas, Saint-Parres-aux-Tertres és Verrières községekkel határos.

## Népesség
A település népessége az elmúlt években az alábbi módon változott:
| Lakosok száma | 361  | 480  | 507  | 526  | 562  | 531  | 517  | 513  | 521  | 536  |
|               | 1968 | 1982 | 1990 | 2006 | 2013 | 2015 | 2017 | 2019 | 2020 | 2022 |